# Polyscias richardsiae
Polyscias richardsiae är en araliaväxtart som beskrevs av Paul Rodolphe Joseph Bamps. Polyscias richardsiae ingår i släktet Polyscias och familjen araliaväxter. Inga underarter finns listade.